# Võ sĩ giác đấu (phim)
Võ sĩ giác đấu (tựa tiếng Anh: Gladiator) là một bộ phim sử thi lịch sử của Mỹ phát hành năm 2000 của đạo diễn Ridley Scott, với sự tham gia của Russell Crowe, Joaquin Phoenix, Connie Nielsen, Ralf Möller, Oliver Reed (vai diễn trong bộ phim cuối cùng của ông), Djimon Hounsou, Derek Jacobi, John Shrapnel, và Richard Harris. Crowe vào vai nhân vật hư cấu và trung thành: Vị tướng La Mã Maximus Decimus Meridius, người bị phản bội khi con trai đầy tham vọng của hoàng đế Marcus Aurelius, Commodus, giết cha của mình và chiếm lấy ngai vàng. Để thoát khỏi số phận nô lệ, Maximus dần dần có được danh tiếng trong đấu trường và giết Commodus, trả thù cho cái chết của gia đình và hoàng đế của mình.
Phát hành tại Hoa Kỳ vào ngày 5 tháng 5 năm 2000, Gladiator là một phim thành công tại các phòng vé, nhận được đánh giá tích cực, và đã được ghi nhận có doanh thu cao trong thể loại phim sử thi lịch sử. Bộ phim được đề cử và giành được nhiều giải thưởng, đáng chú ý là 5 giải Oscar trong lễ trao giải Oscar lần thứ 73 bao gồm Phim hay nhất và Nam diễn viên xuất sắc nhất cho Crowe.

## Nội dung
Vào năm 180, tướng Maximus Decimus Meridius chỉ huy quân đội La Mã đã có một chiến thắng quyết định, đánh bại bộ tộc man rợ người German ở Vindobona, kết thúc cuộc chiến lâu dài tại biên giới La Mã và được sự tín nhiệm của hoàng đế cao tuổi Marcus Aurelius. Mặc dù ông đã có một con trai nối dõi: Commodus, nhưng hoàng đế muốn giao Maximus quyền lãnh đạo tạm thời khi mình qua đời, mong muốn anh cuối cùng sẽ trả lại quyền lực cai trị đế quốc cho Viện nguyên lão. Khi Aurelius nói với Commodus về quyết định này, Commodus đã cay đắng vì cha không cho mình kế vị mà ủng hộ Maximus hơn, nên sau đó Commodus đã giết cha của mình trong sự giận dữ và tuyên bố lên ngôi.
Maximus nhận ra sự thật về cái chết của Aurelius, nhưng bị phản bội bởi người bạn của mình, Chỉ huy đội Cận vệ Quintus, người miễn cưỡng chỉ thị quân lính dưới quyền thực hiện mệnh lệnh của Commodus giết Maximus và gia đình ông. Maximus đã giết những tên đao phủ để trốn thoát, nhưng không thể cứu sống gia đình mình. Maximus được tìm thấy bất tỉnh sau khi an táng vợ và con trai của mình, bị dẫn đi trong đám nô lệ và trên đường đến Zucchabar, một thành phố thuộc La Mã ở Bắc Phi. Ở đó, ông được Antonius Proximo mua lại và trở thành võ sĩ thí mạng trong các đấu trường. Trong thời gian này, ông kết bạn với 2 đấu sĩ Juba, người Numidia và Hagen, người German. Juba cho Maximus có niềm tin rằng ông sẽ được gặp vợ và con mình một lần nữa.
Qua các trận đấu, Maximus đã chứng minh mình là một đấu sĩ hùng mạnh và liều lĩnh. Cuối cùng, ông đạt đến uy tín để đến Đấu trường La Mã, nơi nhóm của ông được giao đấu một trận khốc liệt nhất với kịch bản quân La Mã đấu với quân Carthage trong Trận Zama. Giấu danh tính của mình với một chiếc mũ giáp sắt che mặt, ông đã khéo léo dẫn đầu đội của mình để đánh bại một nhóm đối thủ được trang bị cung thủ và xe ngựa kéo. Đội của Maximus thắng trận đấu ác liệt không cân sức đã khiến khán giả trên trường đấu tán thưởng không ngừng, buộc phải tiết lộ danh tính của mình khi Commodus bước xuống trường đấu từ khán đài và đối diện với mình. Choáng váng khi biết đấu sĩ đó chính là Maximus, số đông trên đấu trường cũng tung hô để tha mạng cho Maximus, và Commodus, bị áp lực với sự đồng thuận của dân chúng, miễn cưỡng tha cho Maximus (tướng quân Maximus đã trốn thoát khi bị xử tội chống lại Hoàng đế mới lên ngôi). Ở trận đấu kế tiếp, Maximus sau chiến thắng đấu sĩ bất khả chiến bại Tigris xứ Gaul, cũng như giết con hổ vào đấu trường để tấn công Maximus dưới lệnh sắp đặt sẵn của Commodus, nhưng từ chối tuân theo lệnh của Commodus để kết liễu mạng sống của đấu sĩ bại trận. Kết quả, ông được đám đông tung hô là "Maximus nhân từ". Maximus ngày càng được lòng của dân chúng và Commodus càng bị dồn nén hơn nữa: không có thể giết chết Maximus bởi sự bất lợi tín nhiệm của mình với dân chúng La Mã.
Sau trận đấu, Maximus được người hầu cũ Cicero kể rằng quân đoàn của ông vẫn còn trung thành với ông. Maximus sau đó lên kế hoạch với Lucilla và Nguyên lão Gracchus để tái tham chiến với quân đội của mình và lật đổ Commodus bằng vũ trang. Tuy nhiên Commodus nghi ngờ chị gái của mình phản bội và khiến cô để lộ âm mưu bằng cách dùng lời đe dọa có ẩn ý chống lại sinh mạng con trai Lucius của cô. Trong khi Maximus chuẩn bị hành động, Commodus cho quân lính tấn công trại giam nô lệ của Proximo, giết chết Hagen và Proximo. Juba và những người còn lại bị bắt giữ. Khi đó, Maximus vừa ra khỏi bên ngoài thành, nơi ông bị phục kích sau thất bại khi định cứu Cicero bị treo cổ từ trên lưng ngựa.
Tuyệt vọng để tiêu diệt Maximus ra khỏi chính trường và chứng minh sự vĩ đại của mình, Commodus sắp xếp một cuộc đấu tay đôi với Maximus trong đấu trường. Trước trận đấu, Commodus đến gặp Maximus đang bị xiềng hai tay lên cao, trong lúc trao đổi về Hoàng đế quá cố, Commodus đã hạn chế sức mạnh của Maximus bằng cách dùng một tiểu đao đâm vào hông của ông để đạt được lợi thế trước khi bước vào đấu trường. Bị thương và phải chống trả trong trận đấu, nhưng Maximus đã chiếm ưu thế trong cuộc chiến với Commodus, trong khi Quintus không tuân theo lệnh của hoàng đế cho thanh kiếm của mình và ra lệnh cho binh sĩ của mình tra gươm vào vỏ. Commodus sau đó đã rút đoản đao dấu từ trong khuỷu tay tiếp tục tấn công, nhưng Maximus đã giữ và quay ngược mũi đao và đâm vào cổ họng của Commodus, giết chết ông ta.
Sau trận giao đấu với Commodus, Maximus cũng đã kiệt sức vì vết thương nặng, ông kịp thực hiện mong muốn của Marcus Aurelius, kêu gọi phục chức cho Gracchus tại Thượng viện và phóng thích những người nô lệ, Maximus chết trong vòng tay của Lucilla và cảnh ông đoàn tụ với gia đình của mình trong thế giới bên kia. Lucilla ra lệnh để tang cho Maximus. Thân thể Maximus được đưa ra khỏi đấu trường trong đó có Lucius, những người nô lệ, Gracchus, Quintus và binh lính của mình, và tất cả các đám đông trong đấu trường La Mã đứng lên khi vị tướng được mang đi. Cảnh sau đó, Juba chôn hai bức tượng gỗ nhỏ của vợ và con trai của Maximus và hẹn sau này sẽ gặp ông ở thế giới bên kia. Lúc đó, Juba đi ra khỏi đấu trường, với cảnh xuất hiện lần cuối cùng hoàng hôn thành phố nhìn từ bên trên đấu trường.

## Các diễn viên
- Russell Crowe vai Maximus Decimus Meridius: Ban đầu giữ vai trò tuớng quân đội quân La Mã, sau bị Commodus hãm hại, tàn sát gia đình, sau bị bắt làm nô lệ và là người chống lại Commodus. Ông đã được sự ủng hộ của Hoàng đế Marcus Aurelius, và tình yêu cùng sự ngưỡng mộ của Lucilla trong những sự kiện của bộ phim. Sau cái chết của gia đình mình, ông thề sẽ trả thù. Maximus là nhân vật hư cấu lấy ý tưởng từ các nhân vật trong lịch sử La Mã: Marcus Nonius Macrinus, Spartacus, Cincinnatus, và Maximus của Hispania. Lúc đầu Mel Gibson được chọn để nhận vai này, nhưng đã từ chối vì ông cảm thấy mình đã quá tuổi để nhập vai nhân vật đấu sĩ. Antonio Banderas và Hugh Jackman cũng được xem xét.
- Joaquin Phoenix vai Commodus, con trai hư hỏng, vô đạo đức của Marcus Aurelius, ông giết cha mình khi biết rằng Maximus sẽ nắm quyền lực cao nhất trong sự tín nhiệm của hoàng đế cho đến khi một nền cộng hòa mới có thể được hình thành. Trước đó do Christopher Plummer thủ vai trong Sự sụp đổ của Đế chế La Mã, Jude Law cũng đã được xem xét cho vai diễn này.
- Connie Nielsen vai Lucilla, là góa phụ, người yêu cũ Maximus và con gái lớn của Marcus Aurelius. Cô đã cố gắng để chống lại ham muốn thể xác của em trai Commodus trong khi bảo vệ con trai mình, Lucius.
- Oliver Reed vai Antonius Proximo, một cựu đấu sĩ và huấn luyện viên, người mua lại Maximus ở Bắc Phi. Ông đã được Marcus Aurelius trả tự do, và là người cung cấp cho Maximus áo giáp của mình và đã tạo ra cơ hội tự do cho Maximus. Đây là bộ phim cuối cùng của Reed, ông đã qua đời trong lúc phim chưa hoàn tất.
- Derek Jacobi vai Nguyên lão Gracchus: Một trong người không đồng tình với Commodus.
- Djimon Hounsou vai Juba: Một người xứ Numidia, đã bị bắt làm nô lệ, ông là đồng minh thân cận nhất của Maximus.
- David Schofield vai Nguyên lão Falco: một Nguyên lão đối lập với Gracchus. Ông giúp Commodus củng cố quyền lực của mình.
- John Shrapnel vai Gaius, Một Nguyên lão thân cận với Gracchus.
- Tomas Arana vai Quintus, Một cấp dưới của Maximus khi còn ở trận Vindobona. Chỉ huy đội Cận vệ của Commodus.
- Ralf Möller vai Hagen: Một chiến binh người German và người huấn luyện đấu sĩ của Proximo, người sau này trở thành bạn của Maximus và Juba trong trận chiến của họ ở Rome.
- Spencer Treat Clark vai Lucius Verus, con trai của Lucilla, được đặt tên sau của người cha Lucius Verus, là cháu trai của Marcus Aurelius.
- David Hemmings vai Cassius: Người dẫn chương trình tại đấu trường La Mã.
- Tommy Flanagan vai Cicero: người hầu trung thành của Maximus, người liên lạc cho Maximus. Ông đã được sử dụng để làm mồi dụ Maximus dính bẫy phục kích và cuối cùng bị giết.
- Sven-Ole Thorsen vai Tigris xứ Gaul, đấu sĩ bất khả chiến bại của Rome, người được Maximus tha mạng tại trường đấu.
- Richard Harris vai Marcus Aurelius: Hoàng đế La Mã, người bổ nhiệm Maximus, người coi Maximus như con ruột, với mục đích cuối cùng quay trở lại Rome để trả lại quyền lực cho Viện nguyên lão (tức là khôi phục nền Cộng hòa La Mã). Ông bị giết bởi con trai Commodus của mình trước khi nguyện vọng của ông trở thành hiện thực.
- Omid Djalili vai một thương nhân nô lệ.
- Giannina Facio vai vợ của Maximus.
- Giorgio Cantarini vai con trai của Maximus.

## Sản xuất

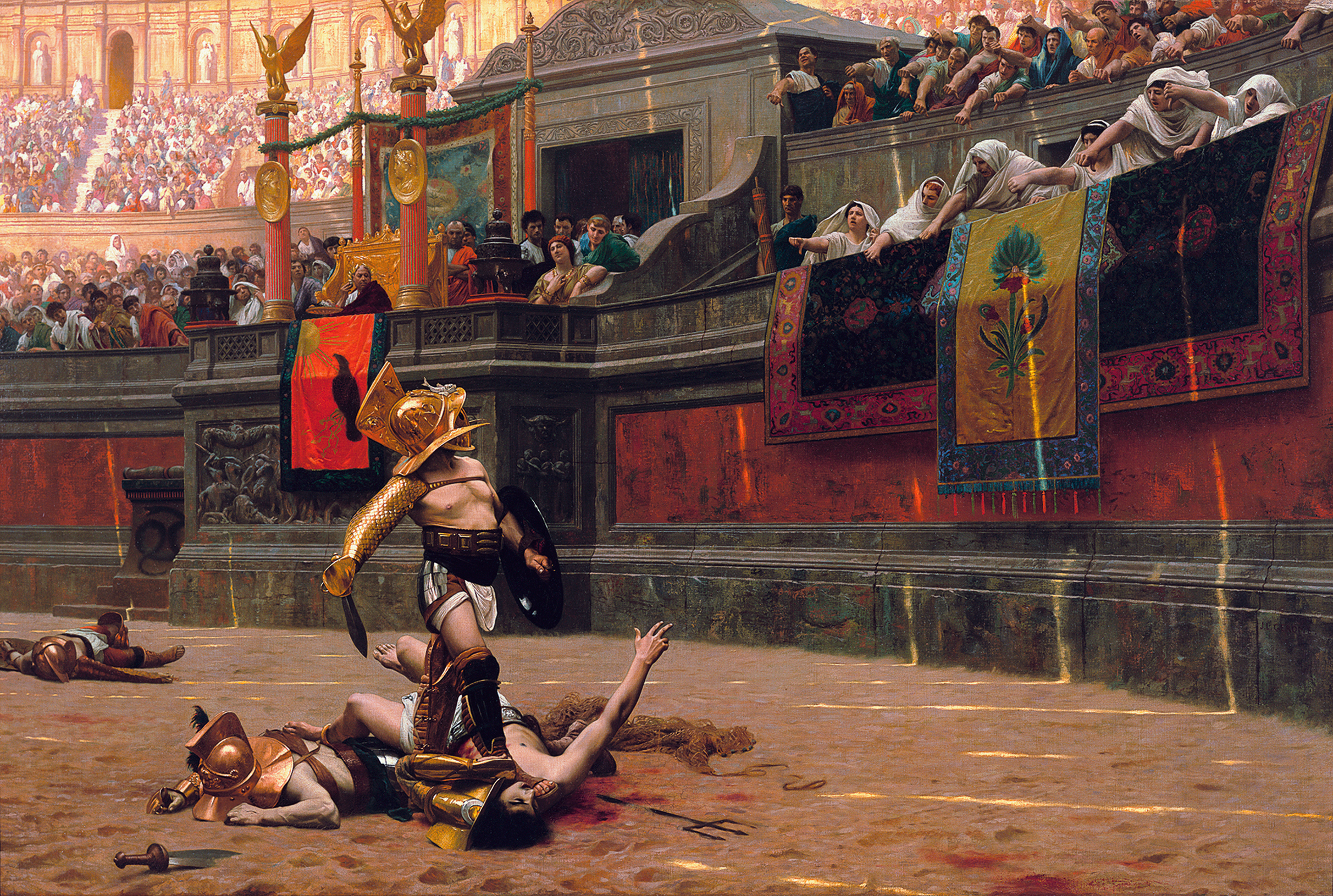
Bức tranh Pollice Verso (Thumbs Down) do Jean-Léon Gérôme vẽ ở thế kỷ 19, được Ridley Scott dùng tham khảo cho khung cảnh ở trường đấu La Mã trong phim. Ví dụ: cảnh Commodus giơ ngón tay cái chỉ xuống cho Maximus lấy mạng đấu sĩ bại trận Tigris.

### Các vấn đề của kịch bản
Gladiator dựa trên cốt truyện của David Franzoni, người đã viết bản thảo đầu tiên. Franzoni đã được hãng DreamWorks đề nghị một hợp đồng viết kịch bản và sản xuất dựa vào lợi thế công việc trước đây của mình, với người đại diện Steven Spielberg đạo diễn phim Amistad, người tạo nên danh tiếng của DreamWorks. Không phải là một nhà nghiên cứu sử, Franzoni lấy cảm hứng từ cuốn tiểu thuyết Those About to Die năm 1958 của Daniel P. Mannix, và ông quyết định phát triển nhân vật Commodus sau khi đọc cuốn Historia Augusta. Trong bản thảo đầu tiên của Franzoni, ngày 04 Tháng Tư năm 1998, ông biên kịch cho nhân vật chính của mình, một đấu sĩ giác đấu, dựa trên những tài liệu cổ Herodianus và Cassius Dio, Hoàng đế Commodus bị nhân vật chính xiết cổ đến chết.
Ridley Scott đã được đại diện nhà sản xuất Walter F. Parkes và Douglas Wick mời làm đạo diễn. Họ cho ông một bản sao của bức tranh Verso Pollice được Jean-Léon Gerome vẽ năm 1872. Scott đã bị thu hút về thể loại phim có các cảnh quay thời La Mã cổ đại. Tuy nhiên, Scott cảm thấy lời thoại của Franzoni đã quá sai sử và thuê John Logan viết lại kịch bản theo ý của mình. Logan đã thay đổi các tiểu tiết đầu tiên, và đã quyết định cho gia đình Maximus bị giết chết để tăng động lực trả thù cho nhân vật chính.
Trong hai tuần trước khi bấm máy, các diễn viên phàn nàn về vấn đề với kịch bản. William Nicholson đã được đưa đến Shepperton Studios để viết thêm cho nhân vật Maximus nhạy cảm hơn, phát triển thêm tình bạn của Maximus với Juba và thêm chủ đề về thế giới bên kia trong bộ phim, kể lại: "anh ấy không muốn xem bộ phim về một người, muốn giết một người nào đó".
Kịch bản cũng phải đối mặt với nhiều sửa đổi do đề xuất của Russell Crowe. Crowe thắc mắc mọi khía cạnh phát triển nhân vật của mình trong kịch bản và bỏ ra khỏi buổi làm việc khi ông đã không nhận được lời giải đáp. Theo một giám đốc điều hành DreamWorks kể lại: Russell Crowe sau đó đã cố gắng viết lại toàn bộ kịch bản ngay tại chỗ cho nhân vật của mình. Bạn biết trong đoạn quảng cáo của phim có dòng chữ lớn "trong cuộc đời còn lại, tôi sẽ đi trả thù?", lúc đầu, anh hoàn toàn không chịu nói ra. Nicholson, nhà viết kịch bản thứ ba và cuối cùng, kể Crowe nói với ông: "bản thảo của anh quá dở, nhưng tôi là diễn viên nổi tiếng của thế giới, tôi có thể làm cho nó trở nên vang dội". Nicholson nói tiếp: "có lẽ bản thảo của tôi tệ thật, vì vậy anh ta nói thẳng".

### Quay phim
Trước khi quay phim, Scott đã dành nhiều tháng nghiên cứu những địa điểm quay phim trong khuôn khổ của cốt truyện. Trong sáu tuần, các thành viên sản xuất đã khảo sát các địa điểm khác nhau trong vùng đất của đế chế La Mã trước khi sụp đổ, bao gồm Ý, Pháp, Bắc Phi, và Anh. Tất cả các đạo cụ và trang phục trong phim được sản xuất bởi các thành viên của họ do chi phí cao và hiếm có. 100 bộ áo giáp thép và 550 bộ quần áo bằng polyurethane được thực hiện bởi Rod Vass và công ty Armordillo của anh. Công ty Armordillo đã phát triển công nghệ phun polyurethane và đi tiên phong trong khâu sản xuất loại chất liệu này. Trong khoảng thời gian 3 tháng, 27.500 mảnh khác nhau của áo giáp đã được sản xuất.
Phim được quay tại ba địa điểm chính từ tháng 1 đến tháng 5 năm 1999. Những cảnh giao chiến mở đầu trong các khu rừng của Germania đã quay trong ba tuần tại Bourne Woods, gần Farnham, Surrey của Anh. Ban quản lý rừng tại đây đã bác bỏ kế hoạch của Scott, ông đã cố thuyết phục họ cho phép thực hiện các cảnh chiến đấu để được quay tại đây. Scott và nhà quay phim John Mathieson sử dụng nhiều camera quay phim ở tốc độ khung hình khác nhau, tương tự như kỹ thuật sử dụng cho chuỗi trận chiến của Saving Private Ryan (1998). Sau đó, cảnh di chuyển nô lệ, hành trình trên sa mạc, và lò đạo tạo võ sĩ giác đấu đã quay ở Ouarzazate, Maroc nằm ở phía nam của dãy núi Atlas dài hơn ba tuần. Xây dựng đấu trường nơi Maximus có trận đấu đầu tiên, đoàn làm phim sử dụng vật liệu cơ bản và kỹ thuật xây dựng địa phương để sản xuất 30.000 chỗ ngồi bằng gạch và đất sét. Cuối cùng, hậu trường của La Mã cổ đại đã quay trong khoảng thời gian mười chín tuần ở Fort Ricasoli, Malta.
Tại Malta, một bản sao khoảng một phần ba của Đấu trường La Mã ở Rome được xây dựng, với chiều cao 52 feet (15,8 m), chủ yếu là từ thạch cao và ván ép (hai phần ba khác và chiều cao còn lại được ghép bằng hiệu ứng kỹ thuật số). Phải mất vài tháng để xây dựng và chi phí khoảng 1 triệu USD. Những cảnh quay bên ngoài đấu trường phải cung cấp một loạt phong phú đồ "nội thất đường phố" của La Mã cổ đại như dãy cột, cửa, tượng đài, và chỗ họp chợ cho các yêu cầu quay phim khác. Những công việc phức tạp này được phục vụ bởi lều "làng trang phục", phòng hóa trang, kho áo giáp và vũ khí, và các đạo cụ thay đổi khác cho các cảnh quay. Những phần khác của Đấu trường La Mã được tạo ra từ máy tính lấy cử động trực tiếp trong cách thực hiện phim hoạt hình 3D.

### Hậu kỳ

Cảnh bao quát của Rome được tạo ra từ máy tính

Sau khi hoàn tất quay phim, Công ty The Mill sản xuất phần lớn các hiệu ứng hình ảnh máy tính tạo ra được thêm vào phim. Các chuyển động của con Hổ thật được quay trên nền hậu màu xanh thành các trình tự trong trận đấu, và thêm những con đường mòn khói và những mũi tên tẩm lửa bay ở cảnh giao chiến mở đầu phim. Họ cũng sử dụng 2.000 diễn viên tạo cử động sống để thực hiện một đám đông 35.000 binh lính ảo trên máy tính trong cận cảnh giao chiến. The Mill thực hiện điều này bằng cách quay các cử động của diễn viên thật ở nhiều góc độ diễn khác nhau, sau đó nhóm chúng lại và tạo ra những chuyển động 3D. The Mill tạo ra hơn 90 hiệu ứng hình ảnh, kéo dài khoảng 9 phút thời gian phát của bộ phim.
Một công việc phát sinh ở phần thực hiện hậu kỳ, gây ra do cái chết bất ngờ của Oliver Reed sau cơn đau tim trong lúc làm phim ở Malta. Trước tất cả những cảnh của ông được quay, Mill tạo ra một cơ thể ảo cho những cảnh còn lại liên quan đến nhân vật Proximo bằng cách dùng những cử động sống khả dụng của Reed trong phim, tạo ra cơ thể tăng gấp đôi trong bóng tối và lập biểu đồ máy tính tạo ra chiều mặt nạ hình ảnh ba mặt cho Reed. Những cảnh tiếp theo trong phim chưa được quay, chi phí cho diễn viên ảo ước tính 3.200.000USD cho hai phút còn lại. Kiểm soát hiệu ứng, John Nelson, phản ánh sau toàn bộ công việc này: "những việc chúng tôi đã làm quá nhỏ bé so với nhiệm vụ lớn hơn nhiều trên phim của ông. Ông đã làm rung động trái tim, tạo cảm hứng cho chúng tôi. Những gì chúng tôi đã làm để giúp Oliver Reed hoàn thành vai diễn của mình". Bộ phim dành riêng để tưởng nhớ về ông.

## Tính chính xác lịch sử

Đấu trường La Mã tại thành phố Roma, Ý

Nội dung bộ phim được dựa trên những sự kiện lịch sử có thật. Khi thực hiện phim, Ridley Scott muốn miêu tả chính xác nền văn hóa La Mã hơn trong bất kỳ bộ phim nào trước đó, ông đã thuê một số sử gia để tư vấn cho mình. Tuy nhiên, một số sai lệch so với thực tế lịch sử đã được thực hiện để tăng tính hấp dẫn, một số để duy trì sự liên tục của câu chuyện, và một số vì lý do thực sự an toàn. Do phim Hollywood trước "ảnh hưởng đến nhận thức của công chúng về những gì La Mã cổ đại là như vậy, bao gồm một số sự kiện lịch sử là "không thể tin được" (theo Scott)". Ít nhất một cố vấn lịch sử đã bỏ việc do những thay đổi sai lệch lịch sử, và một số câu hỏi yêu cầu không được phổ biến rộng rãi, nhưng nó đã được nêu trong bài bình luận của đạo diễn mà ông không ngừng hỏi: "đâu là bằng chứng rằng những điều đó là có thực như họ nói? ". Sử gia Allen Ward của Trường Đại học Connecticut tin rằng tuân thủ lịch sử sẽ không làm Gladiator thú vị và lôi cuốn đến thế và nói: "nghệ sĩ cần phải được cấp phép sáng tạo, nhưng đó không phải cho phép xem nhẹ các thay đổi vốn có trong lịch sử khi sáng tác".
Marcus Aurelius đã chết vì dịch bệnh tại Vindobona, ông không bị con trai Commodus của mình giết, trong khi Commodus trong phim lại làm cha của mình (Marcus Aurelius) chết vì ngạt thở. Trong sự thật lịch sử, Marcus Aurelius đã đồng ý truyền ngôi cho con trai dù biết anh ta vô đạo đức (trong phim thì Aurelius từ chối).
Nhân vật Maximus là hư cấu, mặc dù trong một số khía cạnh của ông giống với một trong các nhân vật có thật trong lịch sử (tên của nhân vật trong bản thảo đầu tiên của kịch bản và Commodus thực tế bị ông ta giết), Spartacus (người dẫn đầu một cuộc nổi dậy của nô lệ), Cincinnatus (một nông dân đã trở thành nhà độc tài, cứu Roma khỏi cuộc xâm lược, sau 15 ngày cai trị đã cam kết từ chức sau 6 tháng), và Marcus Nonius Macrinus (một vị tướng trung thành, quan chấp chính năm 154, và là bạn của Marcus Aurelius). Mặc dù Commodus có tham chiến trong đấu trường La Mã, nhưng ông bị một đấu sĩ xiết cổ chết trong phòng tắm của mình, không bị giết tại đấu trường. Và Commodus đã cai trị trong 12 năm, không ngắn ngủi như các tình tiết trong phim.
Tên gọi Maximus Decimus Meridius đã không chính xác về quy ước đặt tên người của La Mã, đúng ra phải là Decimus Meridius Maximus, Maximus như biệt danh và Decimus là tên. Ông cũng được gọi là Aelius Maximus.

## Chia sẻ nội dung từ các phim đi trước
Cốt truyện của Gladiator bị ảnh hưởng bởi hai bộ phim Hollywood thập niên 60 thế kỷ 20 của thể loại sword-and-sandal (kiếm và dép cột), Sự sụp đổ của Đế chế La Mã và Spartacus, chia sẻ một số điểm tương đồng nội dung với phim này, kể về câu chuyện của Livius, nhân vật như Maximus trong Gladiator, là người dự định kế nhiệm cho Marcus Aurelius. Livius là người yêu của Lucilla, chuẩn bị kết hôn với cô, trong khi Maximus, người đã có gia đình hạnh phúc, cũng đã có tình cảm với Lucilla trước đó. Cả hai bộ phim miêu tả cái chết của Marcus Aurelius như một vụ ám sát. Trong Sự sụp đổ của Đế chế La Mã, âm mưu chiếm ngai vàng của Commodus, cho bộ hạ đầu độc Marcus Aurelius, trong khi Gladiator, Commodus tự mình giết cha bằng cách xiết chặt ông đến ngạt thở. Trong phim 1960, Commodus không chiếm được lòng trung thành của Livius để ông chấp nhận đế chế trái ngược với của cha của mình, nhưng vẫn tiếp tục đồng hành, trong khi ở Gladiator, Commodus không được lòng Maximus, ông ra lệnh giết gia đình Maximus nhưng cũng không thành công. Livius và Maximus đều giết Commodus trong cuộc đấu tay đôi, Livius để cứu Lucilla và Maximus để trả thù cho cái chết của vợ và con trai mình, và cả hai làm điều đó vì lợi ích lớn hơn cho Rome.
Scott giải thích sự ảnh hưởng Spartacus và Ben-Hur trong bộ phim: "Những bộ phim này là phim xem rạp thời tôi còn trẻ, tuy nhiên, vào buổi bình minh của thiên niên kỷ mới, tôi cho rằng đây là giai đoạn lý tưởng để nhìn lại những gì quan trọng đã xảy ra trong hai ngàn năm qua - nếu không phải tất cả lịch sử được ghi lại, đỉnh cao và sự bắt đầu suy tàn của một sức mạnh quân sự và chính trị lớn nhất thế giới đã từng được biết đến "

## Nhạc nền
Nhạc nền trong phim được đề cử Oscar, sáng tác bởi Hans Zimmer và Lisa Gerrard, và được thực hiện bởi Gavin Greenaway. Zimmer ban đầu lên kế hoạch để sử dụng giọng hát của Ofra Haza người Israel, sau khi làm việc với cô trong The Prince of Egypt. Tuy nhiên, Ofra qua đời cuối tháng 2 năm 2000 vì bệnh ở tuổi 42, trước khi cô có thể thu âm bất cứ gì, do đó Gerrard đã được lựa chọn để thay thế. Nhạc nền trong rất nhiều những cảnh chiến đấu đã được ghi nhận là tương tự như nhạc của Gustav Holst trong "Mars: The Bringer of War", và tháng 6 năm 2006, Hans Zimmer bị Quỹ bảo trợ của Holst kiện vì cáo buộc sao chép tác phẩm mới của Gustav Holst. Một sự tương đồng âm nhạc xảy ra trong cảnh Commodus trở về thành Rome, kèm theo âm nhạc rõ ràng gợi nhớ đến hai phần: Das Rheingold và Siegfried của Götterdämmerung - Der Ring des Nibelungs của Richard Wagner. Hành khúc German trong những cảnh mở màn được mượn từ bộ phim Zulu năm 1964, một trong những bộ phim yêu thích của Ridley Scott. Vào 27 tháng 2 năm 2001, gần một năm sau khi phát hành nhạc nền đầu tiên, hãng Decca sản xuất đĩa nhạc mở rộng của Gladiator. Sau đó, vào ngày 05 Tháng 9 năm 2005, Decca cũng ra thêm một bộ hai CD kỷ niệm đặc biệt nhạc của phim này, có chứa tất cả các phiên bản đề cập ở trên. Một số các đoạn nhạc từ bộ phim đã được phát trong các trận vòng loại bóng bầu dục giải NFL của Mỹ tháng 1 năm 2003 trước lúc nghỉ giữa trận, trước và sau giữa hiệp đấu. Cũng năm 2003, Luciano Pavarotti phát hành một bản thu âm của mình hát một bài hát từ bộ phim và kể rằng ông lấy làm tiếc vì từ chối lời đề nghị hát nhạc nền cho phim. Nhạc phim là một trong những CD bán chạy nhất mọi thời đại.

## Giải thưởng
Gladiator được nhiều đề cử giải cá nhân, bao gồm cả giải Oscar lần thứ 73, giải thưởng BAFTA và giải thưởng Quả cầu vàng. Trong số 119 đề cử, bộ phim giành 48 giải thưởng.
Bộ phim giành được 5 giải Oscar và được đề cử thêm 7 giải, bao gồm Giải Oscar cho kịch bản gốc xuất sắc nhất, Giải Oscar cho nam diễn viên phụ xuất sắc nhất cho Joaquin Phoenix và đạo diễn Ridley Scott. Đó là bộ phim đầu tiên giành giải "Hình ảnh đẹp nhất" mà không cần đến chiến thắng cả hai giải "Đạo diễn và kịch bản hay nhất" kể từ phim The Greatest Show on Earth tại lễ trao giải Oscar lần thứ 25 vào năm 1953. Có tranh cãi trong đề cử cho âm nhạc hay nhất của bộ phim. Giải thưởng được chính thức đề cử cho Hans Zimmer, mà không có Lisa Gerrard do Viện trao giải quy định vào thời điểm đó. Tuy nhiên, cặp đôi này đã giành chiến thắng tại giải Quả cầu vàng cho đồng sáng tác tốt nhất.